# Rose Davies
Rose Davies (* 21. Dezember 1999 in Newcastle) ist eine australische Leichtathletin, die sich auf den Langstreckenlauf spezialisiert hat.

## Sportliche Laufbahn
Erste Erfahrungen bei internationalen Meisterschaften sammelte Rose Davies im Jahr 2021, als sie sich im 5000-Meter-Lauf für die Olympischen Sommerspiele in Tokio qualifizierte und dort mit 15:50,07 min in der Vorrunde ausschied. Im Jahr darauf verpasste sie bei den Weltmeisterschaften in Eugene mit 15:45,95 min den Finaleinzug und anschließend gelangte sie bei den Commonwealth Games in Birmingham mit 15:41,23 min auf Rang 17. Bei den Crosslauf-Weltmeisterschaften 2023 in Bathurst wurde sie nach 35:52 min 23. im Einzelrennen. Im Juni siegte sie in 8:49,22 min über 3000 Meter bei den Copenhagen Athletics Games und anschließend schied sie bei den Weltmeisterschaften in Budapest mit 15:07,93 min im Vorlauf aus. Im Jahr darauf siegte sie in 14:57,54 min über 5000 Meter beim Maurie Plant Meet sowie in 14:41,65 min beim Seiko Golden Grand Prix, womit sie einen neuen australischen Rekord aufstellte. Im August gelangte sie bei den Olympischen Sommerspielen in Paris mit 14:49,67 min im Finale auf Rang zwölf.
2022 wurde Davies australische Meisterin im 3000-Meter-Lauf sowie 2024 über 5000 Meter.

## Persönliche Bestzeiten
- 1500 Meter: 4:06,33 min, 14. Juli 2024 in Lignano Sabbiadoro
- 3000 Meter: 8:35,57 min, 30. Mai 2024 in Oslo
- 5000 Meter: 14:41,65 min, 19. Mai 2024 in Tokio (australischer Rekord)
- 10.000 Meter: 31:18,54 min, 6. Mai 2022 in San Juan Capistrano
- Halbmarathon: 1:10:53 h, 23. April 2023 in Gifu